# Lliga catalana de futbol americà masculina
|  | Aquest article és sobre la competició masculina. Per a la competició femenina, vegeu Lliga catalana de futbol americà femenina |

La Lliga catalana de futbol americà (LCFA) és una competició esportiva catalana de futbol americà, creada l'any 1988. De caràcter anual, està organitzada per la Federació Catalana de Futbol Americà. Hi participen els equips catalans de futbol americà que disputen una primera fase en format de lligueta. Els millors classificats disputen una fase final en format d'eliminatòria directa, disputant una final en una seu neutral. Els clubs més destacats de la competició són els Reus Imperials amb vuit títols (1998, 1999, 2006, 2008, 2009, 2011, 2012, 2013) i el Barcelona Uroloki, amb set (2000, 2002, 2003, 2004, 2005, 2019, 2021).

## Història
Durant la dècada del 1980, va incrementar-se la popularitat de l'NFL a Europa. Fruit d'aquest fet, TV3 va retransmetre en directe per primera vegada la final de Super Bowl el 1988. Així mateix, aquell mateix any van començar a fundar-se els primers equips a Catalunya, essent els Badalona Dracs un dels degans. També van disputar el primer partit de futbol americà en terres catalanes contra els Palermo Cardinals. Juntament amb altres equips pioners com el Barcelona Bóxers, Poblenou Búfals, l'Hospitalet Pioners van fundar la Federació Catalana de Futbol Americà i la Lliga Catalana, organitzada per primer cop per la temporada 1988-89. Els Badalona Dracs van ser els primers campions del torneig. La competició va obrir-se ben aviat a clubs de fora del Principat, convertint-se oficiosament en una mena de campionat estatal. La temporada 1991-92, alguns conflictes econòmics provocaren que diversos clubs se separessin de la Federació Catalana i creessin unes competicions paral·leles. Alguns dels clubs catalans més destacats, com els Howlers o Eagles, van deixar la competició. Aquests anys els grans dominadors de la lliga són els Barcelona Bóxers. L'any 1995 les dues competicions va unificar-se. Els millors clubs catalans competeixen a la lliga espanyola, mentre que la lliga catalana la disputen els clubs de segona categoria.

## Historial
| En negreta = Equip guanyador (1) = Nombre de títols |

| Edició | Data       | Campió                                                     | Resultat                                                   | Finalista                                                  | Seu                                                        | MVP Final                                                  | refs   |
| ------ | ---------- | ---------------------------------------------------------- | ---------------------------------------------------------- | ---------------------------------------------------------- | ---------------------------------------------------------- | ---------------------------------------------------------- | ------ |
| I      | 18-12-1988 | Badalona Dracs (1)                                         | 15-12                                                      | Poblenou Búfals                                            | Nou Sardenya, Barcelona                                    | Manfredi Leone (DRA)                                       |        |
| II     | 23-12-1989 | Barcelona Bóxers (1)                                       | 18-13                                                      | Badalona Dracs                                             | Narcís Sala, Barcelona                                     | John Robert White (BOX)                                    |        |
| III    | 16-03-1991 | Barcelona Howlers (1)                                      | 28-10                                                      | Sant Just Trons                                            | Estadi Olímpic de Montjuïc, Barcelona                      | Xisco Marcos (HOW)                                         |        |
| IV     | 22-03-1992 | Barcelona Bóxers (2)                                       | 33-0                                                       | Sant Just Trons                                            | Camp Municipal de Reus                                     | Xavi Vilaró (BOX)                                          |        |
| V      | 27-02-1993 | Barcelona Bóxers (3)                                       | 24-18                                                      | L'Hospitalet Pioners                                       | Complex Esportiu L'Hospitalet Nord                         | J. Luis Becerra (BOX)                                      |        |
| VI     | 01-05-1994 | Barcelona Bóxers (4)                                       | 20-16                                                      | Horta Taurons                                              | Complex Esportiu L'Hospitalet Nord                         | Sergio Diaz (BOX)                                          |        |
| VII    | 07-05-1995 | Argentona Bocs (1)                                         | 14-12                                                      | Salt Falcons                                               | Camp Municipal del Congost, Manresa                        | Josep Maria Badosa (FAL)                                   | [ 4 ]  |
| VIII   | 26-05-1996 | Terrassa Reds (1)                                          | 16-0                                                       | Salt Falcons                                               | Camp d'Hoquei de Terrassa                                  | Marcel Araya (RED)                                         |        |
| IX     | 01-06-1997 | Granollers Fènix (1)                                       | 32-6                                                       | Reus Imperials                                             | Camp Municipal de Reus                                     | Esteban Lorente (FEN)                                      |        |
| X      | 31-05-1998 | Reus Imperials (1)                                         | 34-24                                                      | Terrassa Reds                                              | Camp Municipal de Reus                                     | Felix Martin (IMP)                                         |        |
| XI     | 16-05-1999 | Reus Imperials (2)                                         | 26-8                                                       | Terrassa Reds                                              | Camp Municipal de Reus                                     | Felix Martin (IMP)                                         |        |
| XII    | 21-05-2000 | Barcelona Uroloki (1)                                      | 22-14                                                      | Reus Imperials                                             | Estadi Joan Serrahima, Barcelona                           | Carlos Lara (URO)                                          |        |
| XIII   | 08-04-2001 | Argentona Bocs (2)                                         | 19-0                                                       | Reus Imperials                                             | Estadi Joan Serrahima, Barcelona                           | Bruno Broseta (BOCS)                                       | [ 4 ]  |
| XIV    | 07-04-2002 | Barcelona Uroloki (2)                                      | 24-2                                                       | Barcelona Búfals                                           | Estadi Joan Serrahima, Barcelona                           | Rafa Todolí (URO)                                          |        |
| XV     | 11-05-2003 | Barcelona Uroloki (3)                                      | 46-26                                                      | L'Hospitalet Pioners                                       | Estadi del Centenari, Badalona                             | Guillermo Grande (URO)                                     |        |
| XVI    | 22-05-2004 | Barcelona Uroloki (4)                                      | 33-0                                                       | Reus Imperials                                             | Estadi del Centenari, Badalona                             | Francisco Ferrer (URO)                                     |        |
| XVII   | 02-07-2005 | Barcelona Uroloki (5)                                      | 40-7                                                       | Badalona Dracs                                             | Estadi Joan Serrahima, Barcelona                           | Albert Solé (URO)                                          |        |
| XVIII  | 28-05-2006 | Reus Imperials (3)                                         | 28-7                                                       | Vilafranca Eagles                                          | Camp de Can Jofresa de Terrassa                            | Félix Martín (IMP)                                         |        |
| XIX    | 10-06-2007 | Barberà Rookies (1)                                        | 31-13                                                      | Argentona Bocs                                             | Camp Municipal de Reus                                     | Albert Gancedo (ROO)                                       |        |
| XX     | 08-03-2008 | Reus Imperials (4)                                         | 34-13                                                      | Barberà Rookies                                            | Can Llobet Barberà del Vallès                              | Adrià Solís (IMP)                                          |        |
| XXI    | 29-03-2009 | Reus Imperials (5)                                         | 23-6                                                       | Argentona Bocs                                             | Camp Municipal d'Argentona                                 | Cesar Gómez (IMP)                                          |        |
| XXII   | 18-04-2010 | Barberà Rookies (2)                                        | 46-0                                                       | Reus Imperials                                             | Can Llobet Barberà del Vallès                              | Xavi Navarro (ROO)                                         |        |
| XXIII  | 15-04-2011 | Reus Imperials (6)                                         | 33-26                                                      | Argentona Bocs                                             | Camp Municipal d'Argentona                                 | Adrià Solís (IMP)                                          | [ 5 ]  |
| XXIV   | 25-03-2012 | Reus Imperials (7)                                         | 25-20                                                      | Argentona Bocs                                             | Camp Municipal d'Argentona                                 | Xisco Domínguez (IMP)                                      | [ 6 ]  |
| XXV    | 16-03-2013 | Reus Imperials (8)                                         | 21-14                                                      | Argentona Bocs                                             | Municipal Barceloneta                                      | Oscar Rodríguez (IMP)                                      | [ 7 ]  |
| XXVI   | 06-04-2014 | Argentona Bocs (3)                                         | 39-6                                                       | Barcelona Uroloki                                          | Escola d'Atletisme de Vilafranca del Penedès               | Daniel Lendhart (BOCS)                                     | [ 4 ]  |
| XXVII  | 26-04-2015 | Argentona Bocs (4)                                         | 15-6                                                       | Terrassa Reds                                              | Camp Municipal de Vilafranca del Penedès                   | Marc Güell (BOCS)                                          |        |
| XXVIII | 16-04-2016 | Terrassa Reds (2)                                          | 8-7                                                        | Girona Senglars-Falcons                                    | Camp Municipal d'Argentona                                 | Biel Folch (REDS)                                          |        |
| XXIX   | 30-04-2017 | Argentona Bocs (5)                                         | 22-7                                                       | Girona Senglars-Falcons                                    | Camp Municipal de Santa Cristina                           | Daniel Lendhart (BOCS)                                     |        |
| XXX    | 21-04-2018 | Terrassa Reds (3)                                          | 19-8                                                       | Barberà Rookies                                            | Camp de Can Boada, Terrassa                                | Biel Folch (REDS)                                          | [ 8 ]  |
| XXXI   | 11-05-2019 | Barcelona Uroloki (6)                                      | 30-21                                                      | L'Hospitalet Pioners                                       | Centre Esportiu de la Mar Bella, Barcelona                 | Rafa Todoli (URO)                                          | [ 9 ]  |
| XXXII  | 2020       | Edició cancel·lada pel risc públic de contagi del COVID-19 | Edició cancel·lada pel risc públic de contagi del COVID-19 | Edició cancel·lada pel risc públic de contagi del COVID-19 | Edició cancel·lada pel risc públic de contagi del COVID-19 | Edició cancel·lada pel risc públic de contagi del COVID-19 | [ 10 ] |
| XXXIII | 29-05-2021 | Barcelona Uroloki (7)                                      | 28-07                                                      | Barcelona Pagesos                                          | Estadi Municipal La Verneda, Barcelona                     | Guillem Visent (URO)                                       | [ 11 ] |
| XXXIV  | 11-06-2022 | Barcelona Búfals (1)                                       | 22-21                                                      | Barcelona Uroloki                                          | Estadi del CE Júpiter, Barcelona                           |                                                            | [ 12 ] |
| XXXV   | 20-05-2023 | Barcelona Pagesos (1)                                      | 21-20                                                      | Terrassa Reds                                              | ZEM Les Fonts, Terrassa                                    | Pol Soto (PAG)                                             | [ 13 ] |
| XXXVI  | 26-05-2024 | Riudoms Rebels (1)                                         | 12-0                                                       | Argentona Bocs                                             | Camp Municipal de Lliçà de Vall                            | Daniel Montoya (REB)                                       | [ 14 ] |

## Palmarès
| Equip                   | Campió | Subcampió | Finals | Anys campió                                    | Anys subcampió                     |
| ----------------------- | ------ | --------- | ------ | ---------------------------------------------- | ---------------------------------- |
| Reus Imperials          | 8      | 5         | 13     | 1998, 1999, 2006, 2008, 2009, 2011, 2012, 2013 | 1997, 2000, 2001, 2004, 2010       |
| Barcelona Uroloki       | 7      | 2         | 9      | 2000, 2002, 2003, 2004, 2005, 2019, 2021       | 2014, 2022                         |
| Argentona Bocs          | 5      | 6         | 11     | 1995, 2001, 2014, 2015, 2017                   | 2007, 2009, 2011, 2012, 2013, 2024 |
| Barcelona Boxers        | 4      | 0         | 4      | 1990, 1992, 1993, 1994                         | —                                  |
| Terrassa Reds           | 3      | 4         | 7      | 1996, 2016, 2018                               | 1998,1999, 2015, 2023              |
| Barberà Rookies         | 2      | 2         | 4      | 2007, 2010                                     | 2008, 2018                         |
| Badalona Dracs          | 1      | 2         | 3      | 1989                                           | 1990, 2005                         |
| Barcelona Búfals        | 1      | 2         | 3      | 2022                                           | 1989, 2002                         |
| Barcelona Pagesos       | 1      | 1         | 2      | 2023                                           | 2021                               |
| Barcelona Howlers       | 1      | 0         | 1      | 1991                                           | —                                  |
| Granollers Fènix        | 1      | 0         | 1      | 1997                                           | —                                  |
| Riudoms Rebels          | 1      | 0         | 1      | 2024                                           | —                                  |
| L'Hospitalet Pioners    | 0      | 3         | 3      | —                                              | 1993, 2003, 2019                   |
| Sant Just Trons         | 0      | 2         | 2      | —                                              | 1991, 1992                         |
| Salt Falcons            | 0      | 2         | 2      | —                                              | 1994, 1995                         |
| Girona Senglars-Falcons | 0      | 2         | 2      | —                                              | 2016, 2017                         |
| Horta Taurons           | 0      | 1         | 1      | —                                              | 1994                               |
| Vilafranca Eagles       | 0      | 1         | 1      | —                                              | 2006                               |